# Weißmann von Weißenstein (livländisches Adelsgeschlecht)

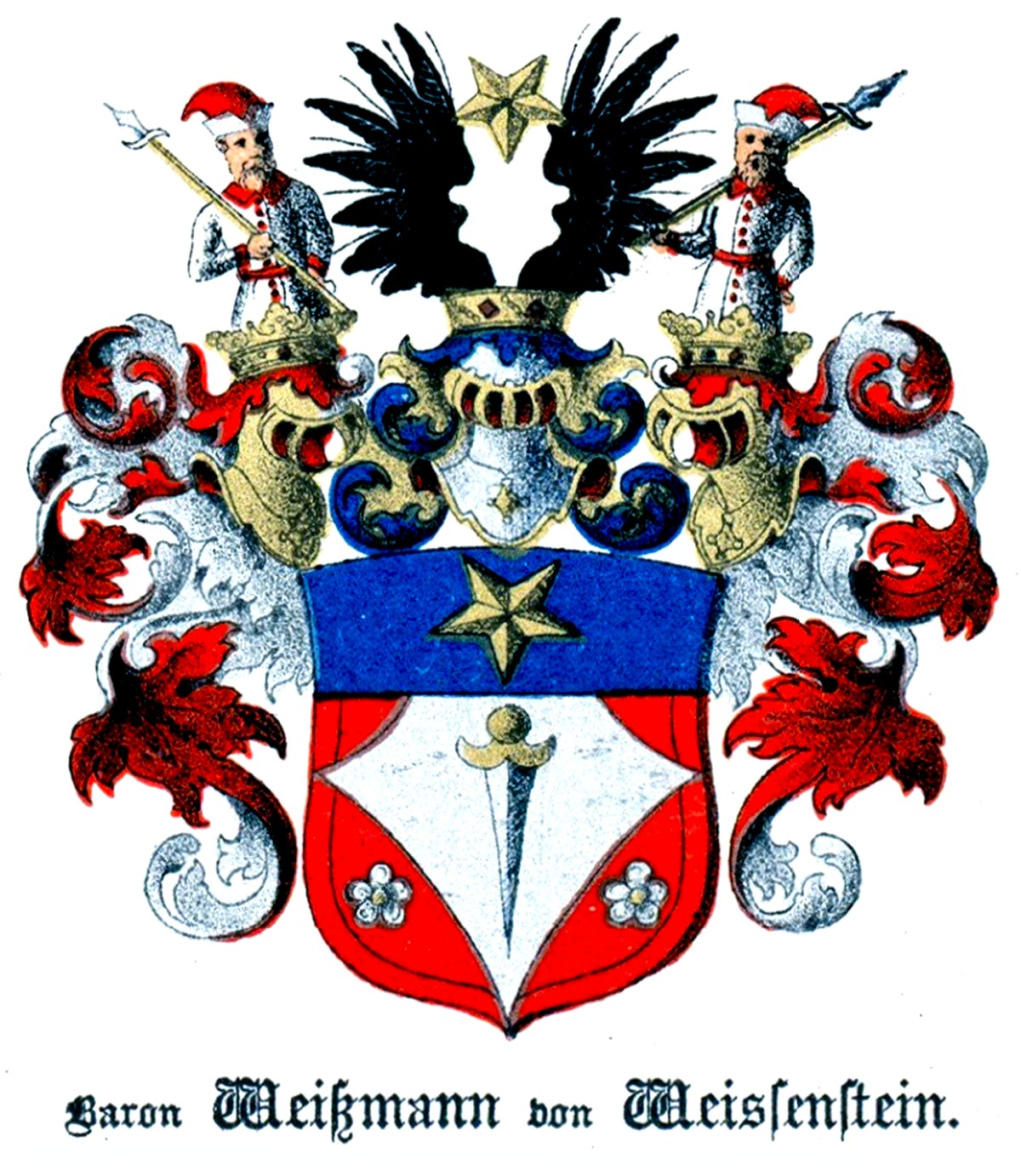
Wappen derer Weißmann von Weissenstein (1772)

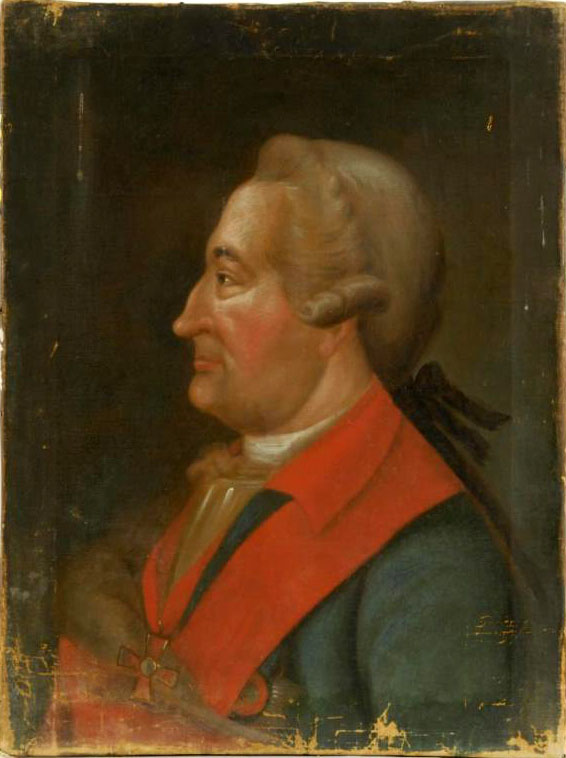
Otto Adolf Weißmann von Weißenstein (1726–1773)

Weißmann von Weißenstein (russisch Вайсман фон Вайссенштайн) ist der Name eines erloschenen livländischen Adelsgeschlechts.
Eine Verwandtschaft mit den ebenfalls erloschenen, wappenverwandten, 1615 in den Reichsadelsstand und 1841 in den bayerischen Freiherrenstand erhobenen gleichnamigen Weißmann von Weißenstein wird von der jüngeren Forschung ausgeschlossen.

## Geschichte
Die gesicherte Stammfolge der Familie beginnt mit dem schwedischen Leutnant Hans Wißmann, urkundlich genannt 1664–1672. Seine Enkel, die russischen Offiziere und Brüder Otto Adolf Weißmann von Weißenstein (1726–1773), Gustav Emanuel Weißmann von Weißenstein (1729–1800) und Franz Gotthard Weißmann von Weißenstein (1730–1807) erhielten am 26. Januar 1772 das russische Baronat. Am 24. Februar 1772 erfolgte für dieselben die Immatrikulation bei der livländischen Ritterschaft (Nr. 204). Mit dem russischen Oberstleutnant Franz Weißmann von Weißenstein (1793–1832) hat der Mannesstamm der Familie bereits in der 4. Generation seinen Ausgang gefunden. Mit dem Tod von Charlotte von Loudon, geb. Weißmann von Weißenstein (1789–1840) bzw. (ohne Anschluss an die Stammlinie) mit dem von Eva Carolina Lovisa Freifrau Hierta, geb. Weißmann von Weißenstein (1805–1868) wurde auch der Tochterstamm beschlossen.
In Livland bestand zeitweiser Gutsbesitz zu Elkendorf (1732–1737), Fistehlen (1737–1793) und Kaipen (1732–1752) im Kreis Riga, zu Wilkenpahlen (1787–1799) und Wohlfahrtslinde (1824–1835) im Kreis Walk, zu Schloss Serben (1771–1840) und Weißenstein (1770–1794) im Kreis Wenden, sowie Pfandbesitz zu Kürbelshof (1793–1794) im Kreis Wolmar.

## Angehörige
- Otto Adolf Weißmann von Weißenstein (Отто Адольф Вайсман фон Вайссенштайн) (1726–1773), russischer Generalmajor[3]
- Gustav Emanuel Weißmann von Weißenstein (Густав Эмануэль Вайсман фон Вайссенштайн) (1729–1800), russischer Ingenieur-Generalmajor[4]
- Franz Gotthard Weißmann von Weißenstein (Франц Готгард фон Вейсман) (1730–1807), russischer Generalmajor[5]

## Wappen (1772)
Unter Blauem Schildhaupt, darin ein gestürzter fünfstrahliger Stern, in Rot eine absteigende eingebogene, von zwei gold-besamten silbernen Rosen begleitete, gestürzte silberne Spitze, darin ein gold-begriffter Dolch; drei Helme, auf den beiden gekrönten äußeren mit rot-silbernen Decken je ein wachsender einwärtsgekehrter bärtiger Mann in silberner Kleidung mit rotem Kragen, sieben Knöpfen, Aufschlägen und Gürtel, auf dem Haupt eine silbern-gestulpte rote Mütze; der Linke eine gold-beschaftete silberne Partisane schulternd, die Rechte sie schräg vor sich haltend, beide die Linke Seite stemmend; aus dem mittleren mit russischer Baronskrone und blau-goldenen Decken der Stern zwischen einem offenen schwarzen Flug.